# Interneurona

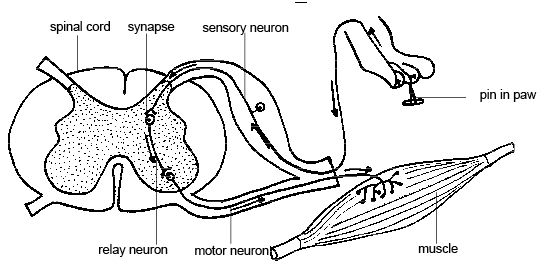
Anatomia d'una interneurona

Una interneurona és una neurona intercalada en el circuit entre dues o més neurones i actua com a moduladora de la transmissió sinàptica mitjançant l'activació o la inhibició. Normalment són neurones Golgi tipus II (multipolars grans). Són l'únic tipus de neurones que poden efectuar la sinapsis elèctrica i mixta.